# Diana Baciu
Diana Baciu (née le 26 mars 1994) est une joueuse d'échecs moldave.

## Palmarès individuel

### Palmarès lors des compétitions jeunes
Dans les années 2000, elle représente à plusieurs reprises la Moldavie au championnat d'Europe d'échecs de la jeunesse et au Championnat du monde d'échecs de la jeunesse dans différentes catégories d'âge. Elle remporte trois médailles:
- le bronze, en 2006, au championnat d'Europe d'échecs de la jeunesse dans la catégorie des filles de moins de 12 ans ;
- le bronze, en 2008, au championnat d'Europe d'échecs de la jeunesse dans la catégorie des filles de moins de 14 ans ;
- l'or, en 2011, au championnat d'Europe d'échecs de la jeunesse dans la catégorie des filles de moins de 18 ans.

### Palmarès au championnat de Moldavie d'échecs
Diana Baciu participe à plusieurs reprises au championnat de Moldavie d'échecs féminin. Son palmarès est le suivant :
- en 2007, elle termine ex aequo aux 2e-3e place,
- en 2008, elle termine deuxième,
- en 2009, elle remporte le titre,
- en 2010, elle termine troisième.

## Palmarès lors des compétitions en équipe
Diana Baciu joue à plusieurs reprises pour la Moldavie lors des Olympiades d'échecs féminines :
- en 2010, au quatrième échiquier lors de la 39e Olympiade d'échecs qui a lieu à Khanty-Mansïisk, en Russie (5 victoires (+5), 4 matchs nuls (=4), 1 défaite (-1)),
- En 2012, au deuxième échiquier lors de la 40e Olympiade d'échecs qui a lieu à Istanbul, en Turquie (+5, = 4, -2),
- En 2014, au premier échiquier lors de la 41e Olympiade d'échecs qui a lieu à Tromsø, en Norvège (+4, = 2, -4),
- En 2016, au premier échiquier lors de la 42e Olympiade d'échecs qui a lieu à Bakou, en Azerbaïdjan (+5, = 2, -3)[2],
- En 2018, au premier échiquier lors de la 43e Olympiade d'échecs qui a lieu à Batoumi, en Géorgie (+4, = 3, -3)[3].

## Titres internationaux
En 2009, Diana Baciu reçoit le titre de maître FIDE féminin. En 2013, elle obtient celui de maître international féminin,.